# Liste des routes d'État en Alabama
Le réseau des routes d'État en Alabama utilise la numérotation standard: les numéros pairs sont des routes allant de l'ouest à l'est et les impairs vont du sud au nord. Il est fréquent que plusieurs routes partagent les mêmes voies et les bornes de distance sont difficiles à comprendre.
En aucun cas, une route d'État ne porte le même numéro qu'une US Route dans l'État. Ainsi, aucune route d'État ne porte les numéros suivants: 11, 29, 31, 43, 45, 72, 78, 80, 82, 84, 90, 98, 231, 278, 280, 331, 411, or 431.

## Liste des routes d'État
| Numéro       | Longueur (mi) | Longueur (km) | Terminus sud / ouest                                                 | Terminus nord / est                              | Créée    | Notes |
| ------------ | ------------- | ------------- | -------------------------------------------------------------------- | ------------------------------------------------ | -------- | --- |
| SR 1         | 352,96        | 568,03        | US 231 à la frontière avec la Floride                                | US 231 / US 431 à la frontière avec le Tennessee | 1928     | Non-indiquée, en multiplex avec la US 231 et la US 431 |
| SR 2         | 167,21        | 269,10        | US 72 à la frontière avec le Mississippi                             | US 72 à la frontière avec le Tennessee           | 1928     | Non-indiquée, en multiplex avec la US 72; inversée avec la SR 20 à l'ouest de Florence en 1957                                                                          |
| SR 3         | 374,38        | 602,50        | US 90 / US 98 à Spanish Fort                                         | I-65 à Athens                                    | 1928     | Non-indiquée, en multiplex avec la US 31 au sud d'Athens |
| SR 4         | 192,19        | 309,30        | US 78 / I-22 à la frontière avec le Mississippi                      | US 78 à la frontière avec la Géorgie             | 1928     | Majoritairement non-indiquée, en multiplex avec la US 78 |
| SR 5         | 197,78        | 318,29        | US 43 à Thomasville                                                  | US 278 / SR 13 à Natural Bridge                  | 1928     | Inversée avec la SR 195 au nord de Jasper et des sections au nord de Phil Campbell et au sud de Thomasville ont été remplacées par la SR 13 en 1957                     |
| SR 6         | 239,90        | 386,07        | US 82 à la frontière avec le Mississippi                             | US 82 à la frontière avec la Géorgie             | 1928     | Non-indiquée, en multiplex avec la US 82 |
| SR 7         | 250,67        | 403,42        | US 11 / US 80 à la frontière avec le Mississippi                     | US 11 à la frontière avec la Géorgie             | 1928     | Non-indiquée, en multiplex avec la US 11 |
| SR 8         | 217,89        | 350,66        | I-20 / I-59 (sortie 1) près de Cuba                                  | US 80 à la frontière avec la Géorgie             | 1928     | Non-indiquée, en multiplex avec la US 80 à l'est de l'I-20 / I-59 |
| SR 9         | 273,07        | 439,46        | US 331 à la frontière avec la Floride                                | SR 20 à la frontière avec la Géorgie             | 1928     | Partiellement non-indiquée, en multiplex avec la US 80, la US 82 à Montgomery, la US 231 entre Montgomery et Wetumpka et la US 331 entre Montgomery et le sud de l'état |
| SR 10        | 230,72        | 371,31        | MS 19 à la frontière avec le Mississippi                             | SR 37 à la frontière avec la Géorgie             | 1928     | |
| SR 12        | 231,68        | 372,86        | US 84 à la frontière avec le Mississippi                             | US 84 à la frontière avec la Géorgie             | 1928     | Non-indiquée, en multiplex avec la US 84 |
| SR 13        | 336,00        | 540,73        | US 90 à Mobile                                                       | US 43 à la frontière avec le Tennessee           | 1928     | Majoritairement non-indiquée, en multiplex avec la US 43 au sud de Fayette et au nord de Russellville                                                                   |
| SR 14        | 218,29        | 351,30        | MS 69 à la frontière avec le Mississippi                             | SR 147 à Auburn                                  | 1928     | |
| SR 15        | 226,55        | 364,60        | US 31 à Brewton                                                      | US 29 à la frontière avec la Géorgie             | 1928     | Non-indiquée, en multiplex avec la US 29 entre Brewton et le nord |
| SR 16        | 77,031        | 123,97        | US 90 à la frontière avec le Mississippi                             | US 90 à la frontière avec la Floride             | 1928     | Non-indiquée, en multiplex avec la US 90 |
| SR 17        | 346,56        | 557,74        | US 98 à Mobile                                                       | SR 13 à la frontière avec le Tennessee           | 1928     | Partiellement non-indiquée, en multiplex avec la US 45 au sud de Deer Park                                                                                              |
| SR 18        | 61,59         | 99,12         | MS 12 à la frontière avec le Mississippi                             | SR 69 au sud d'Oakman                            | 1928     | |
| SR 19        | 35,83         | 57,67         | SR 17 au nord de Detroit                                             | SR 24 à Red Bay                                  | 1954     | |
| SR 20        | 73,98         | 119,06        | SR 69 à la frontière avec le Tennessee                               | I-65 / I-565 à Decatur                           | 1928     | inversée avec la SR 2 à l'ouest de Florence en 1957 |
| SR 21        | 279,30        | 449,48        | SR 97 à la frontière avec la Florida                                 | US 278 à Piedmont                                | 1957     | |
| SR 22        | 168,54        | 271,24        | SR 5 à Safford                                                       | SR 34 à la frontière avec la Géorgie             | 1928     | |
| SR 23        | 12,61         | 20,30         | US 11 à l'est de Springville                                         | US 231 à Ashville                                | 1928     | |
| SR 24        | 69,61         | 112,02        | MS 23 à la frontière avec le Mississippi                             | US 31 à Decatur                                  | 1928     | |
| SR 25        | 257,35        | 414,17        | SR 5 à l'ouest de Pine Hill                                          | US 411 à la frontière de la Géorgie              | 1928     | Partiellement non-indiquée, en multiplex avec la US 411 au nord de Leeds                                                                                                |
| SR 26        | 14,56         | 23,43         | SR 51 à Hurtsboro                                                    | US 431 à Seale                                   | 1928     | |
| SR 27        | 77,12         | 124,12        | CR 185 à la frontière avec la Floride                                | SR 10 à Abbeville                                | 1928     | |
| SR 28        | 97,29         | 156,57        | SR 17 au nord de Boyd                                                | SR 21 au nord de Oak Hill                        | 1928     | |
| SR 30        | 19,01         | 30,60         | SR 51 à Clayton                                                      | US 431 à Eufaula                                 | 1928     | |
| SR 32        | 3,59          | 5,78          | MS 14 à la frontière avec le Mississippi                             | SR 17 au sud de Cochrane                         | 1957     | |
| SR 33        | 50,61         | 81,45         | US 278 / SR 195 à Double Springs                                     | US 72 Alt à Courtland                            | 1957     | |
| SR 34        | 12,97         | 20,87         | US 231 à Pell City                                                   | SR 77 au nord de Talladega                       | 1957     | |
| SR 35        | 68,29         | 109,90        | SR 9 près de Centre                                                  | US 72 à Woodville                                | 1928     | |
| SR 36        | 44,47         | 71,57         | SR 33 à Wren                                                         | US 231 à Laceys Spring                           | 1957     | |
| SR 37        | 0,77          | 1,24          | US 84 à l'ouest de Daleville                                         | Fort Rucker                                      | 1998     | |
| SR 38        | 138,03        | 222,13        | US 31 à Homewood                                                     | US 280 à la frontière avec la Géorgie            | 1957     | Non-indiquée, en multiplex avec la US 280 entre Homewood vers l'est |
| SR 39        | 23,06         | 37,11         | US 11 au sud d'Epes                                                  | SR 14 à Clinton                                  | 1928     | |
| SR 40        | 21,18         | 34,09         | SR 35 à l'est de Scottsboro                                          | US 11 à Hammondville                             | 1958     | |
| SR 41        | 127,48        | 205,17        | SR 87 à la frontière avec la Floride                                 | SR 14 à Selma                                    | 1957     | |
| SR 42        | 80,25         | 129,15        | US 98 à la frontière avec le Mississippi                             | US 98 à la frontière avec la Floride             | 1928     | Non-indiquée, en multiplex avec la US 98 |
| SR 44        | 10,02         | 16,12         | US 43 à Guin                                                         | SR 129 à Brilliant                               | 1959     | |
| SR 46        | 21,07         | 33,92         | US 78 à Heflin                                                       | SR 166 à la frontière avec la Géorgie            | 1928     | |
| SR 47        | 43,06         | 69,30         | US 84 à Mexia                                                        | SR 10 à Awin                                     | 1928     | |
| SR 48        | 34,32         | 55,23         | SR 9 à Lineville                                                     | SR 5 à la frontière avec la Géorgie              | 1928     | |
| SR 49        | 82,68         | 133,07        | I-85 (sortie 32) au sud de Franklin                                  | SR 281 dans la Forêt nationale de Talladega      | 1928     | |
| SR 50        | 54,26         | 87,33         | SR 229 près de Martin Dam                                            | US 29 à Lanett                                   | 1928     | |
| SR 51        | 114,18        | 183,76        | US 84 au nord d'Enterprise                                           | I-85 (sortie 60) à Opelika                       | 1928     | |
| SR 52        | 82,81         | 133,26        | US 331 à Opp                                                         | SR 62 à la frontière avec la Géorgie             | 1928     | |
| SR 53        | 345,29        | 555,69        | SR 71 à la frontière avec la Floride                                 | I-65 à l'ouest d'Ardmore                         | 1928     | Majoritairement non-indiquée, en multiplex avec la US 231 entre Dothan et Huntsville                                                                                    |
| SR 54        | 16,00         | 25,74         | US 331 à Florala                                                     | SR 52 à l'ouest de Samson                        | 1928     | |
| SR 55        | 49,43         | 79,55         | SR 85 à la frontière avec la Floride                                 | US 31 à McKenzie                                 | 1928     | |
| SR 56        | 27,70         | 44,57         | MS 42 à la frontière avec le Mississippi                             | US 43 à Wagerville                               | 1928     | Inversée avec la SR 29 (actuelle SR 17) au sud de Chatom en 1946; prolongée vers l'ouest depuis Chatom en 1949 / 1950                                                   |
| SR 57        | 16,13         | 25,95         | US 45 à la frontière avec le Mississippi                             | SR 17 près de Deer Park                          | 1928     | Non-indiquée, en multiplex avec la US 45 au nord de Deer Park |
| SR 59        | 93,67         | 150,75        | SR 182 à Gulf Shores                                                 | SR 21 à Uriah                                    | 1928     | |
| SR 60        | 11,31         | 18,20         | SR 14 à Wedgeworth                                                   | SR 69 au sud de Moundville                       | 1928     | |
| SR 57        | 18,31         | 29,47         | US 80 à Uniontown                                                    | SR 14 à Greensboro                               | 1928     | |
| SR 62        | 2,44          | 3,93          | Entrée de l'ancienne usine de Monsanto                               | SR 227 au nord de Guntersville                   | 1995     | |
| SR 63        | 45,85         | 73,79         | SR 14 à Claud                                                        | SR 9 à Cleveland Crossroads                      | 1930     | |
| SR 64        | 18,23         | 29,34         | US 43 au nord de Killen                                              | SR 207 au nord d'Anderson                        | 1934     | |
| SR 65        | 27,54         | 44,32         | US 72 au nord de Paint Rock                                          | SR 97 à la frontière avec le Tennessee           | 1934     | |
| SR 66        | 9,29          | 14,95         | SR 28 à Consul                                                       | SR 5 au sud de Safford                           | 1961     | |
| SR 67        | 47,11         | 75,81         | US 231 au sud de Summit                                              | US 72 Alt / SR 20 à Decatur                      | 1934     | |
| SR 68        | 52,93         | 85,18         | SR 75 près d'Albertville                                             | SR 114 à la frontière avec la Géorgie            | 1934     | |
| SR 69        | 280,60        | 451,58        | SR 177 à Jackson                                                     | US 431 à Guntersville                            | 1934     | |
| SR 70        | 8,29          | 13,34         | US 31 au nord de Calera                                              | SR 25 à Columbiana                               | 1961     | |
| SR 71        | 32,02         | 51,54         | SR 35 à Section                                                      | SR 136 à la frontière avec la Géorgie            | 1957     | |
| SR 73        | 11,22         | 18,06         | SR 71 à Higdon                                                       | SR 377 à la frontière avec le Tennessee          | 1956     | |
| SR 74        | 170,86        | 274,97        | I-22 / US 78 (sortie 7)                                              | US 278 à la frontière avec la Géorgie            | 1934     | Majoritairement non-indiquée, en multiplex avec la US 278 à l'est de Hamilton                                                                                           |
| SR 75        | 113,22        | 182,21        | US 11 à Birmingham                                                   | SR 301 à la frontière avec la Géorgie            | 1957     | |
| SR 76        | 16,64         | 26,78         | SR 25 près de Wilsonville                                            | Winterboro                                       | 1934     | |
| SR 77        | 112,33        | 180,78        | US 431 à LaFayette                                                   | US 431 au nord d'Attalla                         | 1934     | |
| SR 79        | 117,651       | 189,27        | I-20 / I-59 à Birmingham                                             | SR 16 à la frontière avec le Tennessee           | 1957     | |
| SR 81        | 10,43         | 16,79         | US 80 à Tuskegee                                                     | SR 14 à Notasulga                                | 1934     | |
| SR 83        | 24,27         | 39,07         | US 31 / US 84 à Evergreen                                            | SR 47 à Midway                                   | 1934     | |
| SR 85        | 22,32         | 35,91         | SR 27 à Geneva                                                       | Fort Rucker                                      | 1934     | |
| SR 86        | 27,40         | 44,09         | MS 388 à la frontière avec le Mississippi                            | US 82 à Gordo                                    | 1961     | |
| SR 87        | 61,55         | 99,06         | SR 81 à la frontière avec la Floride                                 | US 231 à Troy                                    | 1934     | |
| SR 88        | 3,31          | 5,33          | US 84 à Enterprise                                                   | US 84 à Enterprise                               | 1962     | |
| SR 89        | 11,82         | 19,01         | SR 21 au sud d'Ackerville                                            | SR 41 à Elm Bluff                                | 1957     | |
| SR 91        | 38,16         | 61,41         | SR 69 à Wilburn                                                      | US 278 à Holly Pond                              | 1958     | |
| SR 92        | 11,02         | 17,73         | SR 167 au sud d'Enterprise                                           | US 84 au nord de Wicksburg                       | 1962     | |
| SR 93        | 8,40          | 13,52         | US 231 à Brundidge                                                   | US 29 à Banks                                    | 1957     | |
| SR 94        | 19,14         | 30,81         | US 331 à Ada                                                         | US 231 au nord d'Orion                           | 1934     | |
| SR 95        | 63,61         | 102,36        | CR 164 à la frontière avec la Floride                                | US 431 au sud d'Eufaula                          | 1934     | |
| SR 96        | 30,68         | 49,38         | MS 50 à la frontière avec le Mississippi                             | US 43 à Fayette                                  | 1952     | |
| SR 97        | 29,80         | 47,96         | US 331 près de Lapine                                                | US 80 à Lowndesboro                              | 1940     | |
| SR 99        | 21,91         | 35,27         | US 31 à Athens                                                       | SR 207 près d'Anderson                           | 1958     | |
| SR 100       | 1,67          | 2,69          | US 29 à Andalusia                                                    | US 84 à Andalusia                                | 1962     | |
| SR 101       | 39,11         | 62,94         | CR 460                                                               | SR 227 à la frontière avec le Tennessee          | 1940     | |
| SR 102       | 24,28         | 39,08         | US 43 au nord de Fayette                                             | SR 124 à Townley                                 | 1962     | |
| SR 103       | 17,46         | 28,10         | SR 171 à la frontière avec la Floride                                | SR 123 à Wicksburg                               | 1940     | |
| SR 104       | 10,77         | 17,33         | US 98 à Fairhope                                                     | SR 59 à Robertsdale                              | 1941     | |
| SR 105       | 18,91         | 30,43         | SR 27 à Ozark                                                        | SR 10 au nord de Clopton                         | 1946     | |
| SR 106       | 40,82         | 65,69         | CR 106 à l'ouest de Georgiana                                        | US 29 à l'ouest de Brantley                      | 1941     | |
| SR 107       | 19,11         | 30,75         | SR 18 à l'ouest de Fayette                                           | US 278 à Guin                                    | 1957     | |
| SR 100       | 1,00          | 1,60          | SR 110                                                               | I-85                                             | 1999     | Future I-85 |
| SR 109       | 9,91          | 15,94         | SR 77 à la frontière avec la Floride                                 | US 231 au sud de Dothan                          | 1946     | |
| SR 110       | 32,26         | 51,91         | I-85 et US 80 près de Montgomery                                     | US 82 à l'ouest d'Union Springs                  | 1962     | |
| SR 111       | 17,01         | 27,37         | US 231 à Wetumpka                                                    | SR 143 à l'ouest de la rivière Coosa             | 1948     | |
| SR 113       | 15,46         | 24,88         | US 29 à la frontière avec la Floride                                 | I-65 (sortie 69) au sud de Barnett Crossroads    | 1948     | |
| SR 114       | 14,25         | 22,94         | SR 10 à Lavaca                                                       | SR 69 à l'est de Myrtlewood                      | 1963     | |
| SR 115       | 3,25          | 5,23          | SR 9                                                                 | US 280 à Kellyton                                | 1948     | |
| SR 116       | 9,48          | 15,26         | SR 17 entre Emelle et Geiger                                         | SR 39 à Gainesville                              | 1963     | |
| SR 117       | 50,16         | 80,72         | SR 48 à la frontière avec la Géorgie                                 | SR 56 à la frontière avec le Tennessee           | 1957     | |
| SR 118       | 57,46         | 92,48         | US 278 à la frontière avec le Mississippi                            | SR 5 à Jasper                                    | 1948     | Partiellement non-indiquée, en multiplex avec la US 278 à l'ouest de Guin                                                                                               |
| SR 119       | 39,63         | 63,77         | SR 25 à Montevallo                                                   | US 78 à Leeds                                    | 1948     | |
| SR 120       | 4,160         | 6,70          | SR 49 à Reeltown                                                     | SR 14 à Liberty City                             | 1948     | |
| SR 122       | 3,78          | 6,08          | US 84 à New Brockton                                                 | SR 51 àt Clintonville                            | 1948     | Inversée avec la SR 51 (laquelle a remplacé le segment de la SR 30 en même temps) en 1957                                                                               |
| SR 123       | 45,75         | 73,63         | SR 167 au sud de Hartford                                            | US 231 à l'ouest d'Ariton                        | 1957     | |
| SR 124       | 10,90         | 17,54         | US 78 au nord de Townley                                             | SR 69 à Jasper                                   | 1963     | |
| SR 125       | 25,65         | 41,27         | US 84 à Elba                                                         | US 231 au sud de Brundidge                       | 1958     | |
| SR 126       | 11,06         | 17,79         | I-85 / US 80 à l'est de Montgomery                                   | SR 110 à l'est de Montgomery                     | 1997     | |
| SR 127       | 13,51         | 21,74         | SR 99 à Athens                                                       | SR 166 à la frontière avec le Tennessee          | 1948     | |
| SR 128       | 1,52          | 2,44          | SR 63 au sud d'Alexander City                                        | Lac Martin                                       | 1963     | |
| SR 129       | 41,19         | 66,29         | US 43 au nord de Fayette                                             | SR 13 à Haleyville                               | 1948     | |
| SR 130       | 15,51         | 24,96         | US 29 près de Banks                                                  | SR 51 à Louisville                               | 1948     | |
| SR 131       | 27,12         | 43,65         | SR 10 à l'est de Clio                                                | US 431 à Eufaula                                 | 1948     | |
| SR 132       | 17,44         | 28,06         | SR 75 à Oneonta                                                      | US 278 à l'est de Walnut Grove                   | 1963     | |
| SR 133       | 16,98         | 27,32         | US 72 Alt à l'est de Tuscumbia                                       | SR 20 à l'ouest de Florence                      | 1948     | |
| SR 134       | 76,80         | 123,59        | US 331 à Opp                                                         | SR 95 à Columbia                                 | 1948     | |
| SR 135       | 2,14          | 3,44          | SR 182 à Gulf Shores                                                 | SR 180 à Gulf Shores                             | 1957     | |
| SR 136       | 6,15          | 9,90          | SR 21 / SR 41 au sud de Monroeville                                  | US 84 à l'est d'Excel                            | 1964     | |
| SR 137       | 14,00         | 22,53         | SR 189 à la frontière avec la Floride                                | US 29 au sud d'Andalusia                         | 1957     | |
| SR 138       | 0,79          | 1,26          | I-85 à Shorter                                                       | US 80 à Shorter                                  | 1997     | |
| SR 139       | 19,86         | 31,96         | SR 22 à Maplesville                                                  | SR 25 au sud de Wilton                           | 1963     | |
| SR 140       | 12,48         | 20,09         | SR 41 à Selma                                                        | SR 14 à l'est de Burnsville                      | 1985     | |
| SR 141       | 14,43         | 23,22         | SR 189 à Basin                                                       | US 331 au sud de Brantley                        | 1957     | |
| SR 142       | 1,80          | 2,90          | US 278 à l'ouest de Guin                                             | US 43 / US 278 à Guin                            | 1964     | |
| SR 143       | 28,60         | 46,02         | I-65 (sortie 176) au nord de Montgomery                              | US 31 à Mountain Creek                           | 1957     | |
| SR 144       | 26,66         | 42,91         | US 231 au nord de Pell City                                          | US 431 près d'Alexandria                         | 1965     | |
| SR 145       | 27,00         | 43,45         | US 31 à Clanton                                                      | CR 61 près de Wilsonville                        | 1948     | |
| SR 146       | 6,33          | 10,19         | SR 65 à Swaim                                                        | SR 79 au nord de Skyline                         | 1965     | |
| SR 147       | 13,00         | 21,00         | I-85 au sud d'Auburn                                                 | US 431 au sud de Lafayette                       | 1948     | |
| SR 148       | 20,03         | 32,23         | SR 21 à Sylacauga                                                    | SR 9 à Millersville                              | 1967     | |
| SR 149       | 4,15          | 6,67          | US 280 à Mountain Brook                                              | Green Springs Highway à Homewood                 | 1948     | |
| SR 150       | 11,83         | 19,04         | US 11 à Bessemer                                                     | US 31 à Hoover                                   | 1948     | |
| SR 151       | 0,40          | 0,65          | SR 79                                                                | SR 75 à Pinson                                   | 1957     | |
| SR 152       | 6,61          | 10,63         | I-65 (sortie 173) à Montgomery                                       | US 231 / SR 21 à Montgomery                      | 1967     | |
| SR 153       | 8,99          | 14,47         | SR 83 à la frontière avec la Floride                                 | SR 52 à l'ouest de Samson                        | 1959     | |
| SR 154       | 29,48         | 47,44         | SR 69 au nord de Coffeeville                                         | US 43 à Thomasville                              | 1967     | |
| SR 155       | 10,89         | 17,53         | US 31 au nord de Jemison                                             | SR 119 à Montevallo                              | 1948     | |
| SR 156       | 7,19          | 11,57         | SR 17 à Jachin                                                       | SR 114 à Pennington                              | 1967     | |
| SR 157       | 91,06         | 146,55        | US 278 à l'est de Cullman                                            | SR 227 à la frontière avec le Tennessee          | 1957     | |
| SR 158       | 9,28          | 14,94         | US 45 à Kushla                                                       | US 43 à Saraland                                 | 1972     | |
| SR 159       | 29,63         | 47,68         | US 82 à Gordo                                                        | SR 171 à Fayette                                 | 1959     | |
| SR 160       | 18,42         | 29,64         | US 31 au nord de Warrior                                             | US 231 à Cleveland                               | 1972     | |
| SR 161       | 1,72          | 2,76          | SR 182 à Orange Beach                                                | SR 180 à Orange Beach                            | 1948     | |
| SR 162       | 14,08         | 22,66         | SR 5 à Kimbrough                                                     | SR 28 au nord de Millers Ferry                   | 1972     | |
| SR 163       | 11,10         | 17,87         | SR 193 à l'ouest de Hollingers Island                                | US 90 à Mobile                                   | 1948     | |
| SR 164       | 2,55          | 4,10          | SR 10 à l'ouest de Camden                                            | SR 28 à Camden                                   | 1948     | |
| SR 165       | 32,38         | 52,12         | US 431 au sud de Phenix City                                         | US 431 au nord d'Eufaula                         | 1948     | |
| SR 166       | 4,73          | 7,61          | SR 141 au nord de Curtis                                             | US 84 à Elba                                     | 1972     | |
| SR 167       | 52,45         | 84,40         | SR 79 à la frontière avec la Floride                                 | SR 87 au sud de Spring Hill                      | 1959     | |
| SR 168       | 17,39         | 27,99         | SR 75 à Douglas                                                      | SR 68 à Kilpatrick                               | 1948     | |
| SR 169       | 26,33         | 42,37         | SR 51 à Opelika                                                      | US 431 au nord de Seale                          | 1948     | |
| SR 170       | 11,72         | 18,86         | US 231 à Wetumpka                                                    | SR 63 au nord d'Eclectic                         | 1973     | |
| SR 171       | 73,36         | 118,05        | US 43 au nord de Northport                                           | US 43 / US 278 / SR 17 à Hamilton                | 1948     | |
| SR 172       | 24,42         | 39,30         | SR 19 à l'est de Vina                                                | SR 13 à Bear Creek                               | 1948     | |
| SR 173       | 14,46         | 23,27         | US 431 à Headland                                                    | SR 27 au sud d'Abbeville                         | 1948     | |
| SR 174       | 19,61         | 31,55         | US 11 à Springville                                                  | US 231 à Pell City                               | 1949     | |
| SR 175       | 5,38          | 8,66          | SR 14 / SR 183 à l'ouest de Sprott                                   | SR 5 au sud de Heiberger                         | 1962     | |
| SR 176       | 25,62         | 41,23         | SR 68 à l'est de Collinsville                                        | SR 35 au nord de Blanche                         | 1973     | |
| SR 177       | 5,16          | 8,30          | US 43 à Jackson                                                      | US 43 à Jackson                                  | 1957     | |
| SR 178       | 1,96          | 3,15          | US 43 à l'ouest de Fulton                                            | Main Street à Fulton                             | 1975     | |
| SR 179       | 10,43         | 16,79         | US 278 à Howelton                                                    | SR 168 à l'ouest de Boaz                         | 1951     | |
| SR 180       | 32,18         | 51,80         | Fort Morgan                                                          | Orange Beach (Bear Point)                        | 1951     | |
| SR 181       | 18,24         | 29,35         | US 98 au sud de Fairhope                                             | US 31 à l'est de Spanish Fort                    | 1951     | |
| SR 182       | 17,05         | 27,43         | Pine Beach                                                           | SR 292 à la frontière avec la Floride            | 1951     | |
| SR 183       | 47,44         | 76,35         | US 80 à Uniontown                                                    | US 82 à l'ouest de Maplesville                   | 1951     | |
| SR 184       | 14,89         | 23,97         | South Montgomery Avenue à Sheffield                                  | SR 101 au nord de Town Creek                     | 1951     | |
| SR 185       | 23,13         | 37,22         | US 31 au sud de Greenville                                           | US 31 à Logan                                    | 1951     | |
| SR 186       | 3,83          | 6,16          | I-85 (sortie 42) à l'est de Tuskegee                                 | US 29 / US 80 à l'est de Tuskegee                | 1973     | |
| SR 187       | 23,00         | 37,01         | US 43 au nord de Hamilton                                            | SR 24 à Belgreen                                 | 1951     | |
| SR 188       | 19,69         | 31,68         | I-10 (sortie 4) au nord de Grand Bay                                 | SR 193 à Alabama Port                            | 1952     | |
| SR 189       | 32,86         | 52,88         | SR 52 à Kinston                                                      | US 331 au sud de Brantley                        | 1951     | |
| SR 191       | 13,94         | 22,44         | SR 22 à l'est de Maplesville                                         | US 31 à Jemison                                  | 1951     | |
| SR 192       | 6,71          | 10,79         | US 84 à Enterprise                                                   | US 84 à Enterprise                               | 1987     | |
| SR 193       | 26,35         | 42,41         | Dauphin Island                                                       | US 90 au sud de Mobile                           | 1985     | |
| SR 195       | 42,18         | 67,88         | SR 5 au nord de Jasper                                               | SR 13 à Haleyville                               | 1951     | Inversée avec la SR 5 en 1957 |
| SR 196       | 1,69          | 2,72          | SR 52 à Geneva                                                       | SR 27 à Geneva                                   | 1955     | |
| SR 197       | 1,02          | 1,65          | US 29 à Union Springs                                                | US 82 à Union Springs                            | 1962     | |
| SR 198       | 1,69          | 2,71          | SR 30 à Clayton                                                      | Midway Street à Clayton                          | 1987     | |
| SR 199       | 10,22         | 16,44         | SR 81 à Tuskegee                                                     | SR 14 à l'est de Golddust                        | 1962     | |
| SR 201       | 1,55          | 2,50          | SR 93 au sud de Banks                                                | US 29 à l'est de Banks                           | 1962     | |
| SR 202       | 9,10          | 14,65         | I-20 près d'Oxford                                                   | SR 21 à Anniston                                 | 1953     | |
| SR 203       | 3,08          | 4,96          | SR 189 à Elba                                                        | SR 125 à Elba                                    | 1985     | |
| SR 204       | 9,62          | 15,48         | US 431 à l'ouest de Laney                                            | SR 21 à Jacksonville                             | 1958     | |
| SR 205       | 15,19         | 24,44         | US 431 au sud de Guntersville                                        | US 431 au sud de Boaz                            | 1953     | |
| SR 206       | 2,11          | 3,40          | US 82 à l'ouest de Prattville                                        | SR 14 à Prattville                               | 1957     | |
| SR 207       | 13,96         | 22,47         | US 72 à Rogersville                                                  | SR 11 à la frontière avec le Tennessee           | 1956     | |
| SR 208       | 0,84          | 1,35          | SR 165 à Cottonton                                                   | SR 39 Spur à la frontière avec la Géorgie        | 1989     | |
| SR 210       | 13,77         | 22,15         | US 231 à Dothan                                                      | US 231 à Dothan                                  | 1955     | |
| SR 211       | 4,61          | 7,41          | US 278 / US 431 à Gadsden                                            | US 11 au nord-est d'Attalla                      | 1983     | |
| SR 212       | 1,15          | 1,84          | SR 14 à Wetumpka                                                     | SR 111 à Wetumpka                                | 1987     | |
| SR 213       | 5,75          | 9,26          | US 45 à Eight Mile                                                   | US 43 à Saraland                                 | 1963     | |
| SR 215       | 12,10         | 19,47         | US 82 au sud de Tuscaloosa                                           | US 11 à Cottondale                               | 1963     | |
| SR 216       | 21,16         | 34,05         | SR 215 à Tuscaloosa                                                  | I-20 / I-59 près de Bucksville                   | 1979     | |
| SR 217       | 26,12         | 42,03         | US 45 à Eight Mile                                                   | Mobile CR 21 à l'ouest de Citronelle             | 1963     | |
| SR 219       | 47,59         | 76,59         | SR 22 à l'ouest de Selma                                             | SR 5 au nord de Centreville                      | 1963     | |
| SR 221       | 6,38          | 10,27         | SR 28 à Canton Bend                                                  | SR 41 au sud de Camden                           | 1963     | |
| SR 223       | 26,45         | 42,57         | US 29 au nord de Banks                                               | US 82 à Union Springs                            | 1963     | |
| SR 225       | 23,91         | 38,48         | US 31 à Spanish Fort                                                 | SR 59 à Stockton                                 | 1963     | |
| SR 227       | 39,26         | 63,18         | Limite entre les comtés de DeKalb / et d'Etowah au sud de Crossville | US 431 à Guntersville                            | 1967     | |
| SR 229       | 22,78         | 36,66         | I-85 au sud de Millstead                                             | SR 63 au sud du Lac Martin                       | 1963     | |
| SR 233       | 14,56         | 23,43         | SR 129 à Glen Allen                                                  | US 278 à l'ouest de Natural Bridge               | 1963     | |
| SR 235       | 9,09          | 14,63         | US 231 / US 280 à Childersburg                                       | Talladega CR 190 à Grasmere                      | 1964     | |
| SR 237       | 4,60          | 7,40          | SR 172 à l'est de Hackleburg                                         | SR 13 à Phil Campbell                            | 1965     | |
| SR 239       | 24,31         | 39,13         | SR 30 à Clayton                                                      | US 29 au sud de Union Springs                    | 1965     | |
| SR 241       | 14,56         | 23,43         | SR 237 au sud de Phil Campbell                                       | US 278 à Whitehouse                              | 1967     | |
| SR 243       | 19,35         | 31,15         | SR 195 à l'ouest de Rabbittown                                       | SR 24 à Russellville                             | 1967     | |
| SR 245       | 2,59          | 4,16          | SR 10 à Greenville                                                   | SR 185 à Greenville                              | 1967     | |
| SR 247       | 24,85         | 39,99         | SR 24 à l'est de Halltown                                            | US 72 à l'est de Pride                           | 1967     | |
| SR 248       | 6,07          | 9,76          | SR 27 à Enterprise                                                   | Fort Rucker                                      | 1967     | |
| SR 249       | 5,80          | 9,34          | Fort Rucker                                                          | SR 27 à Ozark                                    | 1967     | |
| SR 251       | 16,68         | 26,85         | US 31 à Athens                                                       | SR 53 à Ardmore                                  | 1969     | |
| SR 253       | 31,61         | 50,87         | US 43 à Winfield                                                     | US 43 à Hackleburg                               | 1969     | |
| SR 255       | 10,05         | 16,18         | Entrée de l'Arsenal de Redstone                                      | Bob Wade Lane à Huntsville                       | 1969     | |
| SR 257       | 9,19          | 14,80         | SR 195 au nord de Jasper                                             | Winston CR 41 près de Duncan Bridge              | 1972     | |
| SR 259       | 12,85         | 20,68         | SR 9 à Equality                                                      | SR 22 au sud d'Alexander City                    | 1972     | |
| SR 261       | 5,90          | 9,49          | Shelby CR 17 / Shelby CR 52 / Shelby CR 91 à Helena                  | US 31 à Pelham                                   | 1972     | |
| SR 263       | 15,13         | 24,35         | SR 185 au nord de Greenville                                         | SR 21 à Braggs                                   | 1972     | |
| SR 265       | 20,05         | 32,26         | SR 21 / SR 47 à Beatrice                                             | SR 41 à Camden                                   | 1972     | |
| SR 269       | 41,52         | 66,83         | I-20 / I-59 à Birmingham                                             | SR 69 à Jasper                                   | 1972     | |
| SR 271       | 5,44          | 8,75          | US 82 / US 231 à Barachias                                           | I-85 à l'est de Montgomery                       | 1991     | |
| SR 273       | 15,84         | 25,49         | SR 79 au nord de Leesburg                                            | SR 35 à Blanche                                  | 1973     | |
| SR 275       | 8,25          | 13,28         | SR 21 au sud de Talladega                                            | SR 21 au nord-est de Talladega                   | 1985     | |
| SR 277       | 9,35          | 15,05         | US 72 au sud de Bridgeport                                           | US 72 au nord de Bridgeport                      | 2003     | |
| SR 279       | 9,26          | 14,90         | SR 79 au sud de Scottsboro                                           | US 72 au nord de Scottsboro                      | 1979     | |
| SR 281       | 26,83         | 43,19         | Forêt nationale de Talladega                                         | US 78 à l'ouest de Heflin                        | 1981     | |
| SR 283       | 3,08          | 4,95          | Business US 411 à Centre                                             | SR 9 / SR 68 au nord de Centre                   | 1985     | |
| SR 285       | 1,29          | 2,08          | US 431 à Lakepoint Resort State Park                                 | SR 165 au nord de Wylaunee                       | 1993     | |
| SR 287       | 6,37          | 10,25         | US 31 à Bay Minette                                                  | I-65 (sortie 37) au nord de Bay Minette          | 1987     | |
| SR 289       | 1,20          | 1,93          | SR 5 / SR 183 à Marion                                               | SR 14 à Marion                                   | 1991     | |
| SR 291       | 0,89          | 1,43          | SR 759 à Gadsden                                                     | US 278 / US 431 à Gadsden                        | 1991     | |
| SR 293       | 2,50          | 4,02          | SR 110 à l'est de Montgomery                                         | SR 126 dans l'est du comté de Montgomery         | 2004     | |
| SR 295       | 3,19          | 5,13          | US 43 à Grove Hill                                                   | US 43 à Grove Hill                               | 2003     | |
| SR 297       | 1,20          | 1,93          | Rice Mine Road                                                       | Jack Warner Parkway                              | 2003     | Tuscaloosa Eastern Bypass |
| SR 300       | 0,78          | 1,26          | US 11/US 43 at Fosters                                               | I-20/I-59 at Fosters                             | 2016     | Unsigned route |
| SR 301       | 0,43          | 0,69          | I-20 / US 431 à De Armanville                                        | US 78 à De Armanville                            | 2016     | |
| SR 302       | 2,35          | 3,79          | US 84 près de New Brockton                                           | SR 122 à New Brockton                            | 2016     | |
| SR 303       | —             | —             | US 43 au sud de Linden                                               | SR 69 à Providence                               | proposée | Linden Bypass proposée dans la construction d'une route à quatre voies entre Thomasville et Tuscaloosa                                                                  |
| SR 378       | 2,32          | 3,73          | US 78 / SR 5 à Birmingham                                            | US 31 à Birmingham                               | 2016     | Ancien tracé de la US 78 |
| SR 382       | 4,79          | 7,70          | SR 219 au sud de Centreville                                         | US 82 / SR 6 à l'est de Centreville              | 2015     | Ancien tracé de la US 82 |
| SR 605       | 23,42         | 37,69         | US 231 / SR 1 près de la frontière avec la Floride                   | US 231 / SR 53 près de Midland City              | 2012     | |
| SR 759       | 0,87          | 1,39          | I-759 / US 411 à Gadsden                                             | SR 291 à Gadsden                                 | 1987     | |
| SR 959       | 50,08         | 80,60         | —                                                                    | —                                                | proposée | Birmingham Northern Beltline; aussi connue comme I-422 |
| - Non-ouvert |               |               |                                                                      |                                                  |          | |